# 서면 (양양군)
서면(西面)은 대한민국 강원특별자치도 양양군의 면이다. 넓이는 267.64km2이고, 인구는 2006년 기준으로 3,423명이다.

## 개요
서면은 군청 소재지에서 서쪽으로 4km 정도 떨어진 지점에 위치하여 산악이 전 면적의 90% 이상을 차지하고 있다. 남대천 상류는 물이 맑고, 남설악계곡을 따라 마을이 형성되어 있다.
군 관내 6개 읍과 면 중 유일하게 해안선을 끼고 있지 않은 면으로, 국립공원 설악산 오색약수는 그 산세의 경치와 함께 전국 에서도 널리 알려진 곳이며, 56번 국도변에는 전국제일의 원시림을 자랑하는 미천골 자연휴양림과 불바라기약수, 갈천약수 등이 유명하며 특히 약수는 위장병에 특효가 있어 4계절 내내 많은 사람들과 관광객이 찾는 곳이다.
또한 구룡령 쪽으로는 우리나라에서 밤하늘 빛공해 지수가 낮은 지역에 속해서 천체 관측 최적지로 꼽히기도 한다.

## 역사
- 1973년 7월 1일 : 명개리가 홍천군 내면으로 편입됨[2]

## 행정 구역
| 법정리   | 한자명   | 행정리                    | 비고                                              |
| -------- | -------- | ------------------------- | ------------------------------------------------- |
| 가라피리 | 加羅皮里 | 오색1리                   |                                                   |
| 갈천리   | 葛川里   | 갈천리                    |                                                   |
| 공수전리 | 公須田里 | 공수전리                  |                                                   |
| 내현리   | 內峴里   | 내현리                    |                                                   |
| 논화리   | 論化里   | 논화리                    |                                                   |
| 미천리   | 米川里   | 황이리(黃耳里)            | 거주인구 없음                                     |
| 범부리   | 凡阜里   | 범부리                    |                                                   |
| 북평리   | 北坪里   | 북평리                    |                                                   |
| 상평리   | 上坪里   | 수상리(水上里), 상평리    | 면사무소 소재지                                   |
| 서림리   | 西林里   | 서림리, 황이리            |                                                   |
| 서선리   | 西仙里   | 서선리                    |                                                   |
| 북암리   | 北庵里   | 송천리                    |                                                   |
| 송어리   | 松魚里   | 송천리                    |                                                   |
| 송천리   | 松川里   | 송천리                    |                                                   |
| 수리     | 水里     | 수리                      |                                                   |
| 영덕리   | 盈德里   | 영덕리                    |                                                   |
| 오색리   | 五色里   | 오색1리, 오색2리          |                                                   |
| 용소리   | 龍沼里   | 공수전리                  | 거주인구 없음                                     |
| 용천리   | 龍泉里   | 용천리                    |                                                   |
| 장승리   | 長承里   | 장승1리, 장승2리, 장승3리 | 장승3리를 장승2리로 통합 장승4리를 장승3리로 변경 |

## 명칭 변경 논란
2016년 7월 25일 양양군의회가 서면 주민들의 청원을 받아들여 서면의 이름을 '대청봉면'으로 바꾸는 내용의 조례 개정안을 입법 예고했다. 그렇지만 강원도 양양군과 함께 설악산 대청봉과 접하고 있는 강원도 속초시, 인제군에서 반발하였고 양양군은 2016년 9월 6일에 열린 간담회를 통해 해당 조례 개정안의 입법 예고를 철회했다.